# 이주원 (1970년)
이주원(1970년 3월 17일~)은 대한민국의 가수 겸 작사가이다.

## 생애

### 음악 활동
신장은 185cm이고 체중은 67kg인 그는 1992년 《아껴둔 사랑을 위해》라는 곡으로 가수 데뷔하였는데 이 곡은 MBC 문화방송 텔레비전 드라마 《우리들의 천국》에 OST 곡으로 삽입되어 큰 인기를 얻었다. 2년 후 1994년에는 두번째 솔로 음반을 발표하였으며 이후 그는 MBC 문화방송 TV 시리즈 《종합병원》의 OST 음반과 영화 《아찌아빠》와 《결혼은 미친 짓이다》와 《봄날의 곰을 좋아하세요?》와 《기다리다 미쳐》의 OST 음반에도 참여하였다.

## 디스코그래피

### 정규 음반
- 1992년 《이주원 1집》
- 1994년 《이주원 2집》

## 같이 보기
- 이원진
- 최선원
- 손성훈
- 김지훈
- 이지훈